# Giacinto Gaggia
Giacinto Gaggia (Verolanuova, 8 ottobre 1847 – Brescia, 15 aprile 1933) è stato un arcivescovo cattolico italiano.

## Biografia
Nato l'8 ottobre 1847 a Verolanuova, importante paese agricolo della Bassa Bresciana, secondogenito di Giacomo Gaggia e Angela Boninsegna, agiata famiglia di proprietari terrieri di solidi sentimenti religiosi, sebbene il prozio paterno, noto esule risorgimentale Pietro Gaggia, fondatore nel 1828 dell'omonimo Istituto a Bruxelles, avesse lasciato la tonaca facendosi protestante.

### Formazione e ministero sacerdotale
Nel 1861 entrò nel seminario di Brescia ove ebbe tra i suoi insegnanti mons. Geremia Bonomelli, di Nigoline, futuro vescovo di Cremona, personalità eminente a cui Brescia dedicherà una via.
Ordinato diacono nel 1869 e subito introdotto nel Collegio Lombardo di Roma per completare gli studi di teologia all'Università Gregoriana, ove fu plasmato dai gesuiti G. Perrone, G.B. Franzelin e A. Ballerini, all'epoca del Concilio Vaticano I.
Ordinato sacerdote il 2 aprile 1870 (forse a Bergamo) dovette sospendere gli studi dopo aver conseguito il solo baccellierato in teologia a causa della successiva presa dell'Urbe e della caduta del potere temporale dei papi. Secondo altre fonti si laureò in scienze sociali.
Tali eventi, uniti alla ferita derivata in famiglia dall'esperienza carbonara del prozio, caduto sui bastioni di Anversa un anno prima della sua nascita, accentuarono in lui la percezione della peraltro indiscutibile influenza di parte della massoneria sull'epopea risorgimentale.
Rientrato a Brescia, sul finire del 1872 divenne curato a Capriolo, comune di confine con la bergamasca, per tre anni, benché già nel 1874 gli fossero affidati i corsi di grammatica nel Ginnasio del Seminario Vescovile, col disagio quindi del pendolare ante litteram in tempi in cui non c'era ancora la SNFT né le Ferrovie Nord.
Dal 1882 e per il trentennio seguente tenne le cattedre di storia e di diritto canonico, materie verso cui aveva scoperto un forte interesse (tra i suoi allievi Gianbattista Montini, futuro Paolo VI). Pubblicò presso G. Bersi e Comp. di Brescia la biografia "Arnaldo da Brescia", orientata dalla rivendicazione della supremazia papale e dalla visione del ruolo storico della Santa Sede, a cui evidentemente l'aveva formato l'intransigentista Bonomelli. Con questi era rimasto in rapporto epistolare pur non recependone la più recente apertura verso posizioni meno rigide, a cui il Gaggia pervenne solo nel 1895, anche sotto l'influsso della Rerum Novarum, finendo paradossalmente per venir sospettato persino di aperture al liberalismo.
Nel frattempo sostenne molte recenti organizzazioni cattoliche (Circolo bresciano di studi sociali, Circolo bresciano della Gioventù cattolica, Società operaie), quali strumenti di istruzione, propaganda della morale cattolica e pietà religiosa
Nel 1902 finanziò la fondazione della casa editrice La Scuola.
Nel 1907 divenne prevosto della collegiata insigne di San Nazaro, importante chiesa bresciana col rango di basilica e l'anno dopo fu coptato nel Comitato di vigilanza sulla deriva modernista.

### Ministero episcopale

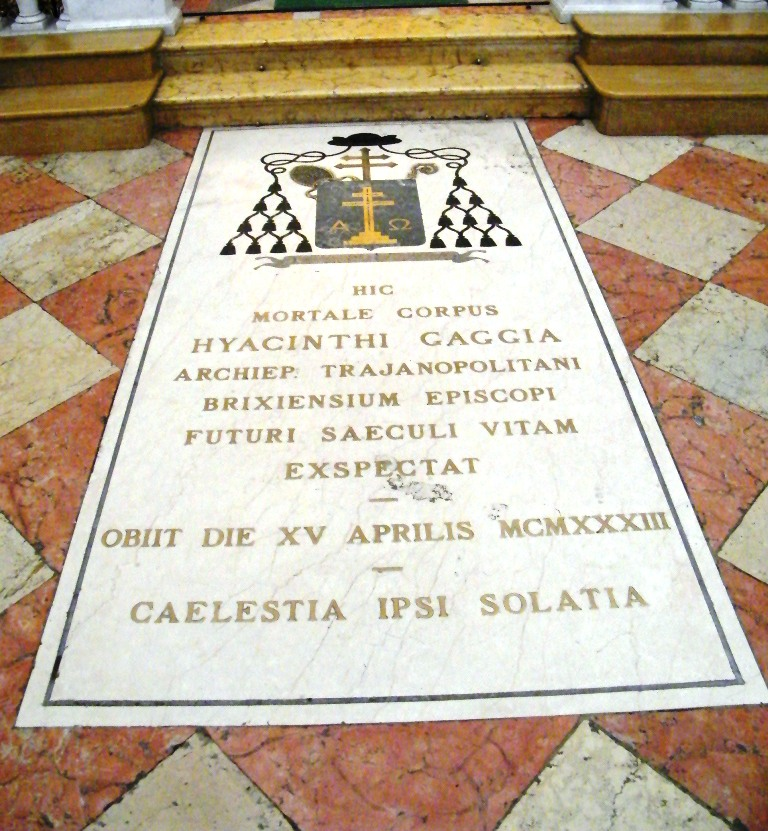
La tomba di monsignor Giacinto Gaggia nel duomo nuovo di Brescia.

Il 3 maggio 1909 fu nominato vescovo ausiliare di Brescia ed anche vescovo titolare di Adrumeto, in seguito fu vicario generale e, il 21 maggio 1913, alla morte del Pellegrini, vicario capitolare e candidato alla sua successione, che avvenne solo il 23 ottobre 1913.
Avviò immediatamente una visita pastorale che in nove anni lo portò in 380 parrocchie.
In qualità di vescovo lavorò instancabilmente alla ripresa della spiritualità nella vita ecclesiale e in tutti gli aspetti di quella sociale, all'epoca ancora minata dal laicismo anticlericalista liberal-massonico. Al punto che gli atti dei processi per stregoneria in Val Camonica, già custoditi negli archivi delle parrocchie, sarebbero finiti, a fine Ottocento, nella raccolta privata di don Luigi Brescianelli di Capo di Ponte, ma un ordine tassativo del vescovo di Brescia Giacinto Gaggia ne avrebbe imposto la distruzione al fine di non fomentare una campagna anticlericale.
Durante la Grande Guerra passò gradualmente dal neutralismo ad una posizione antigermanica con sfumature antiluterane (dimenticando forse che parte degli avversari, gli Austriaci, erano Cattolici) e copie di una sua lettera "Per la patria e per la fede" furono lanciate oltre le linee nemiche dagli aeroplani. Per questo fu insignito da re Vittorio Emanuele III della decorazione di grand'ufficiale dell'Ordine dei Santi Maurizio e Lazzaro, nel novembre del 1918.
Convocò poi un sinodo di aggiornamento delle costituzioni sinodali al diritto canonico.
Nel clima di buona convivenza con le autorità instaurato dal patto Gentiloni, promosse la formazione dei giovani, l'elevazione del clero, la catechesi, il costume della popolazione, la condizione della donna, l'istruzione religiosa.
Inizialmente, infastidito dal popolarismo democratico di don Sturzo non condannò il Fascismo che, nel formale rispetto della Chiesa, contrastava socialismo, anarchici e massoni, perciò dopo vari episodi di violenza contro chiese e sacerdoti dissidenti chiese al suo Clero di "sopportare le ingiustizie" con "prudenza e silenzio", proibendo solo la benedizione dei simboli fascisti.
Ma dal 1925, dopo la chiusura pretestuosa di oratori e circoli cattolici, e persino di associazioni ricreative laiche promuoventi una vita sana e sportiva (quali la U.O.E.I.), chiusura voluta per accentrare la formazione giovanile nell'Opera Nazionale Balilla, Gioventù Littoria, Dopolavoro fascista e consimili, Gaggia divenne tra i vescovi più apertamente antifascisti; dichiarò che il Fascismo era un partito difensore di teorie sostanzialmente pagane, che esalta la statolatria, umilia la libertà spirituale dell'uomo, viola i diritti della persona, pretende di avere il monopolio delle coscienze.
Fu l'unico vescovo italiano ad astenersi dal partecipare al plebiscito del 1929, dopo la firma dei Patti Lateranensi, rifiutandosi di giustificare l'astensione con motivi di salute ed affermando Dite pure che sto bene: benone!
Il 29 marzo 1930 fu nominato arcivescovo titolare di Traianopoli di Rodope mantenendo la sede bresciana.
L'11 novembre 1932, quando il Duce visitò Brescia e lo incontrò, giocando abilmente di parole sull'essere stato colpito da cecità gli disse che non lo poteva vedere.
Morì a Brescia il 15 aprile 1933 e fu sepolto nel Duomo nuovo cittadino.

## Genealogia episcopale e successione apostolica
La genealogia episcopale è:
- Cardinale Scipione Rebiba
- Cardinale Giulio Antonio Santori
- Cardinale Girolamo Bernerio, O.P.
- Arcivescovo Galeazzo Sanvitale
- Cardinale Ludovico Ludovisi
- Cardinale Luigi Caetani
- Cardinale Ulderico Carpegna
- Cardinale Paluzzo Paluzzi Altieri degli Albertoni
- Papa Benedetto XIII
- Papa Benedetto XIV
- Cardinale Enrico Enriquez
- Arcivescovo Manuel Quintano Bonifaz
- Cardinale Buenaventura Córdoba Espinosa de la Cerda
- Cardinale Giuseppe Maria Doria Pamphilj
- Papa Pio VIII
- Papa Pio IX
- Cardinale Raffaele Monaco La Valletta
- Cardinale Francesco Satolli
- Arcivescovo Giacinto Gaggia

La successione apostolica è:
- Vescovo Emilio Bongiorni (1916)
- Arcivescovo Egisto Domenico Melchiori (1924)
- Arcivescovo Domenico Menna (1929)
- Vescovo Emiliano Giuseppe Lonati, O.F.M.Cap. (1930)
- Arcivescovo Mario Toccabelli (1930)